# Ніколаєнко Андрій Іванович
Андрій Іванович Ніколаєнко (нар. 23 червня 1979, Фастів, Київська область, УРСР) — український політик, дипломат, екс-голова партії «Основа», член партії ВО "Батьківщина".
Перший голова новоствореного Державного агентства України з питань відновлення Донбасу у 2014 році. Координатор неформального об'єднання підприємців «Українська Бізнес Ініціатива». У 2017 році став співавтором Доктрини збалансованого розвитку «Україна 2030», у якій запропоновані науково-обґрунтовані механізми швидкого зростання економіки України. Від 10 лютого 2017 року очолює політичну партію «Основа».
Голосував за закон України 12414, який був ухвалений з порушенням Регламенту Верховної Ради України та підпорядкував НАБУ та САП Генеральному прокурору.

## Освіта
2000 — закінчив Інститут міжнародних відносин Київського національного університету імені Тараса Шевченка, факультет «Міжнародні економічні відносини» та здобув кваліфікацію магістра міжнародних економічних відносин.
2001 — завершив навчання в Університеті Йонсе м. Сеул.
2008 — завершив навчання в Дипломатичній академії України при Міністерстві закордонних справ України на факультеті «Зовнішня політика».

## Професійна кар'єра
2002—2006 — аташе, третій секретар Посольства України в Республіці Корея.
2006—2008 — слухач Дипломатичної академії України при Міністерстві закордонних справ України.
2008—2009 — помічник-консультант народних депутатів України від Партії регіонів Юрія Каракая і Сергія Ларіна.
2009—2010 — помічник-заступник начальника Управління зовнішньоекономічної політики та міжнародного співробітництва Секретаріату Кабінету Міністрів України, завідувач сектором супроводження перспективних проектів співробітництва з країнами Азійсько-Тихоокеанського регіону, радник Прем'єр-міністра України на громадських засадах.
2010—2011 — заступник голови Кіровоградської облдержадміністрації.
2011—2013 — перший заступник голови Кіровоградської облдержадміністрації.
9 січня 2013 — 2 березня 2014 — голова Кіровоградської облдержадміністрації. Під час подій Євромайдану зумів залагодити конфлікт із протестувальниками та запобігти захопленню ОДА мітингувальниками.
Березень — вересень 2014 — перший заступник голови Донецької ОДА. На цій посаді керував питанням відбудови звільненого Слов'янська та відновлення безперебійного водо- та електропостачання у місті.
З 1 січня 2015 року — голова ради директорів ТОВ «Велта». Представляв компанію на українському стенді в Дубаї 2–4 квітня під час Міжнародного форуму інвестиційних проектів ОАЕ.
Кандидат у народні депутати від ВО «Батьківщина» на парламентських виборах 2019 року, № 19 у списку. Голова підкомітету з питань ринку капіталів, інших регульованих ринків, цінних паперів та похідних фінансових інструментів (деривативи) Комітету Верховної Ради з питань фінансів, податкової та митної політики.

## Відновлення звільненого Донбасу
23 вересня — 14 жовтня 2014 — голова Державного агентства України з питань відновлення Донбасу. Координував допомогу міжнародних організацій, приватних компаній та державних органів влади. Був відповідальний за налагодження опалювального сезону в 2014—2015 році на звільнених від російських окупантів міст Донеччини: Слов'янська, Краматорська, Бахмута.

## Діяльність в партії «Основа»
З 10 лютого 2017 року є головою партії «Основа», виступає за позаблоковий статус України та мирне повернення окупованого Донбасу та Криму через юридичні механізми. Партія засуджує блокаду ОРДЛО, виступає проти співпраці України з МВФ. Ніколаєнко особисто обіцяє зниження податкового навантаження в 1,5—2 рази та створення 2 млн робочих місць, стягнення компенсацій від РФ за окупацію через міжнародні суди. 22 вересня 2018 року партія «Основа» провела з'їзд у Києві та праймеріз. За підсумками праймеріз 96 % учасників висловилися «за» участь партії «Основа» в чергових виборах Президента України. Водночас, 87 % членів партії проголосували «за» одного з її лідерів, народного депутата України Сергія Таруту як кандидата від «Основи» на чергових президентських виборах.

## Громадська діяльність
Президент Федерації бейсболу та софтболу України з 23 лютого 2013 року. За сприяння Федерації вперше в історії України відбувся чемпіонат Європи з бейсболу в групі С, що відбувся 23–28 липня 2018 року в Кропивницькому. Україну відвідали бейсбольні збірні Угорщини, Румунії, Грузії та Естонії. Збірна України здобула п'ять перемог у п'яти матчах і вийшла до другого за значущість Дивізіону В.

## Розслідування

### ДТП 2023 року
3 листопада 2023 року на трасі Київ-Чоп у с. Березівці Ніколаєнко за кермом Mercedes-Benz GLE насмерть збив 18-річну дівчину. Суд обрав Ніколаєнку запобіжний захід у вигляді цілодобового домашнього арешту терміном до 4 січня з зобов'язанням носити електронний браслет. 
29 грудня запобіжний захід змінили з домашнього арешту на особисте зобов'язання до 6 лютого 2024. У квітні 2024 року справу скерували до суду, Ніколаєнка звинувачували у порушенні ПДД.